# Деркач, Таисия Михайловна
Таисия Михайловна Деркач (род. 1939, село Обиточное Черниговского района Запорожской области — ?) — украинская советская деятельница, доярка колхоза «Россия» Черниговского района Запорожской области. Депутат Верховного Совета СССР 7-го созыва.

## Биография
Родилась в крестьянской семье. Образование неполное среднее: закончила восьмилетнюю школу.
С 1954 года — телятница, с 1956 года — доярка колхоза «Россия» села Верхний Токмак Черниговского района Запорожской области. В 1965 году надоела по 3535 килограммов молока от каждой из 20 закрепленных за ней коров.

## Награды
- орден Ленина (.03.1966)
- прочие ордена
- медали